# 罗森海姆应用技术大学
罗森海姆工程技术大学（Technische Hochschule Rosenheim），位於德國巴伐利亞州德国经济最发达的上拜仁区，处于连通慕尼黑和奥地利的交通要道。羅森海姆技术大学，是一所年轻有活力，正在不断蓬勃发展的大学。特别其木材, 材料专业, 在德国, 甚至欧洲都首屈一指. 由在1925年私人木材技术培训学校，到1950年国立职业木材工程师学校，再到1971年成为国立应用技术大学，再到2018年10月1日由市长Marion Kiechle女士授予罗森海姆技术类大学头衔。从2006年的3000多学生发展到2018/19学期的5900多名学生。总的来说，罗森海姆技术大学的历史可以分成三个阶段。第一个阶段是，在没有成为正式国立大学之前，罗森海姆技术大学的前身进行了46年的木材技术研究以及工程师和木匠学徒的培养，在第二个阶段完备丰富了教学的资源，开设了德国普通大学的都存在的基本专业。来到2019年，罗森海姆技术大学正式成为一所技术大学开始了第三个发展阶段。大学核心的学院是木材技术学院，秉承以往在木材及木建筑领域发展的传统在2019年罗森海姆技术大学继续开展了，以木结构为中心的两个新的建筑工程专业，继续强化发展木材技术在建筑领域的应用。可以说，在木结构建筑人才培养上，罗森海姆技术大学占据了欧洲的头等区位。

## 历史
1925年由罗森海姆的锯木厂老板Hogo Laue建立私人木材技术培训机构。

1943年成为国立大学

1950年开设了大学学士课程，木材经济学和锯木技术课程。

1951年更名为国立工程师学校。

1953年开设6个学期工程师课程。

1958年扩建在现如今的大学位置

## 专业和特别学业服务项目
罗森海姆应用技术大学在技术和经济培训方向上提供的基础专业有企业管理、木材结构和装饰、木材技术、信息学、内部装修建筑学、电子与信息技术、合成材料技术、生产技术、经济工程学，进修专业有经济工程学。木材技术各专业使罗森海姆应用技术大学成为德国南部木材权威区位。信息学专业提供三个学业重点：技术、经济、普通信息学。合成材料技术专业的学业重点有：合成材料工程师环境工艺、计算机辅助工程师工作、项目管理等。
其中木材,建筑等相关专业具有相当高的水平, 特别木材被称为欧洲的麦加,常举办国际性学术会议.

## 培训与实践的特别关联
在罗森海姆应用技术大学，各个层面上的培训都把与经济界的深入合作摆在中心地位。通过与经济界的密切接触，学习内容不断更新并适应变动的劳动市场要求。学业结束时，多数毕业论文在企业中完成。这构成了毕业生联系实际和职业预备的一个重要部分。如今，终身学习是必须的。该校因此为经济界提供职业对口的学术继续教育，以教授作为企业中的培训员和顾问，作为工商业联合会的继续教育活动或者该校研讨课中的培训员。与经济界的关系/技术转化应用技术大学的应用性研究与开发和技术转化对罗森海姆市而言，是重要的区位因素。在德国，与日本和美国相比，比较缺乏的是把学术知识转化成新产品和工艺的创新能力。罗森海姆应用技术大学通过教授与经济界的合作来履行这些任务。该校下辖应用者中心以及技术转化和继续教育研究所。
1995年建立的应用者中心从事涉及应用的研究与开发，尤其针对中小企业。重点是木材技术和合成材料技术。技术转化和继续教育研究所组织应用技术大学为经济界提供职业对口的学术继续教育服务项目。

## 国际关系
该校现与26所欧洲和欧洲外高校保持联系。
中国的苏州大学03至06年曾公派几批教师和留学生赴其深造

## 展望
该校的专业重点在木材、合成材料、信息与通信行业。木材技术各专业将进一步增强特色，以此加强罗森海姆这一国际知名的木材权威区位。
该校的发展规划旨在稳定和强化特色，加强国际化。该校木材技术各专业的雄厚实力使其在欧洲以外都享有很高声望，尤其在北美洲和南美洲。除了在欧洲联盟和东欧的多种多样协作外，企业管理和电子与信息技术系在东南亚有望成功。
在木材创新与技术中心范围内，可以预期，罗森海姆应用技术大学会进一步提高其现有能力。

## 专业
- 企业管理学 Betriebswirtschaft
- 电子与信息技术 Elektro- und Informationstechnik
- 木结构与扩建 Holzbau und Ausbau
- 木材技术 Holztechnik
- 信息学 Informatik
- 室内建筑装饰学 Innenarchitektur
- 合成材料技术 Kunststofftechnik
- 生产技术 Produktionstechnik
- 经济工程 Wirtschaftsingenieurwesen 学业重点有：
  - 工业技术（Industrielle Technik）
  - 物流（Logistik）
  - 技术市场（Technische Vertrieb）
  - 信息技术（Informatik）

## 其他
- 大学生人数：约5901人（冬季学期2018/19）

## 组织机构
- 校长：赖德西教授 Prof. Heinrich Köster
- 副校长：埃恩斯特教授 Prof. Dr. Hartmut Ernst
- 总务长：海勒尔 Oliver Heller

- 外事处 Akademisches Auslandsamt
  - 菲丝特女士 Frau Fest

- 大学生后勤管理中心和学生宿舍和住房中介 Studentenwerk München，Studentenwohnheime und Zimmervermittlung:
  - 格拉德女士 Frau Grad